# Nowe Kalinowo
Nowe Kalinowo – wieś w Polsce położona w województwie podlaskim, w powiecie wysokomazowieckim, w gminie Kulesze Kościelne.
W latach 1975–1998 miejscowość administracyjnie należała do województwa łomżyńskiego.
Wierni kościoła rzymskokatolickiego należą do parafii św. Bartłomieja Apostoła w Kuleszach Kościelnych.

## Historia
Kalinowo wzmiankowane w dokumentach w wieku XV i XVI. W spisie miejscowości ziemi bielskiej z roku 1557 wymienione Kalinowo Trojany.
Antoni Kalinowski, syn Pawła i Beaty z Szymanowskich sprzedał 1784 r. część Kalinówki. W 1793 r. Antoni, syn Marcina, sprzedał Faszczewskiemu, część swoją na Kalinowie Nowym i Starym, Sokołach i Jaźwinach.
Wieś w składzie okolicy szlacheckiej Kalinowo, którą tworzyły: Kalinowo Czosnowo, Kalinowo Nowe, Kalinowo Sulki, Kalinowo Stare.
W roku 1827 we wsi 13 domów i 93 mieszkańców.
Od roku 1867 wieś należała do powiatu mazowieckego, gmina Chojany, parafia Kulesze. W końcu XIX w. w miejscowości 11 gospodarstw zamieszkałych przez drobnoszlacheckich właścicieli, którzy użytkowali 76 ha ziemi. Średnie gospodarstwo o obszarze prawie 7 ha.
W 1921 roku w Kalinowie Nowym 8 domów i 52 mieszkańców.

## Obiektyzabytkowe(według stanu z 1985 r.)
- dom drewniany z około 1918 r.[9]